# 生物圈二号
生物圈二号（英語：Biosphere 2）位于美国亚利桑那州图森市北部奧拉克爾，是艾德·巴斯等人主持建造的人造封闭生态系统及生态箱，占地1.3万平方米，擁有3.14-英畝（1.27-公頃）的结构，大约有8层楼高，为圆顶形密封钢架结构的玻璃建筑物，是有史以来最大的封闭系统。
“生物圈二号”最初是为了证明封闭生态系统在外层空间支持和维持人类生命的可行性。它被设计为旨在探索基于各种生物生物群系的具有不同区域结构的生命系统内的相互作用网络。除了为人们提供的几个生物群落和生活区之外，还有一个农业区和工作空间，用于研究人类，农业，技术和其他自然界之间的相互作用，作为研究全球生态学的新型实验室。它的任务是一个有8人机组人员（“生物圈人 （biospherians）”）的为期两年的封闭实验。长期来看，它被认为是获得关于在太空殖民中使用封闭生物圈的知识的先导。
“生物圈二号”建造于1987年到1989年之间，它被用于测试人类是否能在以及如何在一个封闭的生物圈中生活和工作，也探索了在未来的太空殖民中封闭生态系统可能的用途。“生物圈二号”使得人们能在不伤害地球的前提下，对生物圈进行研究与控制。“生物圈二号”的名字源于它的原始模型“生物圈一号”，即地球。
1994年9月6日任務結束，生物圈二号臨時周轉給Decisions投资公司。2005年1月10日，Decisions投资公司宣布欲出售生物圈二号及其周圍的土地1600英畝（650公頃）的土地。2007年6月，CDO牧場與發展以5000萬美元買下，準備進行建造1500房屋和度假酒店的計劃，生物圈二号的主體結構則提供給亞利桑那大學研究和教育使用。2011年7月，亚利桑那大学承擔生物圈二号的所有權，作為進行科學研究的用途至今。

## 历史

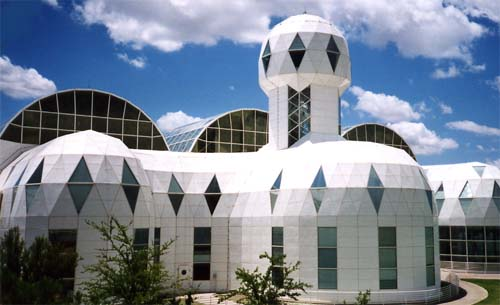
生物圈二号

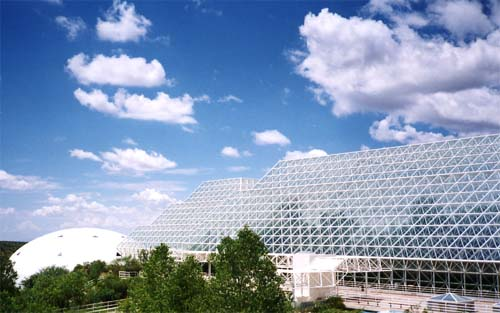
生物圈二号

### 起源
生物圈二号的想法最初来自于「协作者组织」（Synergist），一个有些激進的环保团体，由約翰·艾倫（John Allen）領導，生物圈二号计划成形于1982年的一场在法国乡村召开的会议，出席者包括一些世界顶尖的科学家。之后不久，协作者组织开始起草关于封闭结构的计划，这个封闭结构可以作为火星殖民的实验基地、潜在核大战后的庇护所，也可以用作居住型实验室，对整个生态系统进行大尺度研究。
1987年《发现》杂志上的一篇文章称生物圈二号是“继肯尼迪总统启动登月计划后美国最激动人心的科学工程”。参与生物圈二号计划的人，和宇航员一般被视作英雄。

### 建设
在美国得克萨斯州的亿万富翁艾德·巴斯（Ed Bass）的资助下，这一工程开始成形，这个富有野心的计划需要建造前所未有的巨大封闭环境，大到能容纳热带雨林、红树林沼泽、热带草原、沙漠，甚至还有一片可容纳珊瑚礁、能掀起阵阵海浪的“海洋”。封闭环境中还有大量空间用来种植食物，配备有完善的农业设备，包括一台打谷机。

### 前期试验
在生物圈闭合前，在测试模块（一个更小的封闭系统）内完成了三个小型任务；这些测试的目标相当有限，主要是对废物循环系统进行测试。整个计划总共有两次長期任务；第一次任务计划从1991年9月26日起至1993年9月26日结束，第二次任务在1994年3月6日起至1994年9月6日结束。

### 任务一

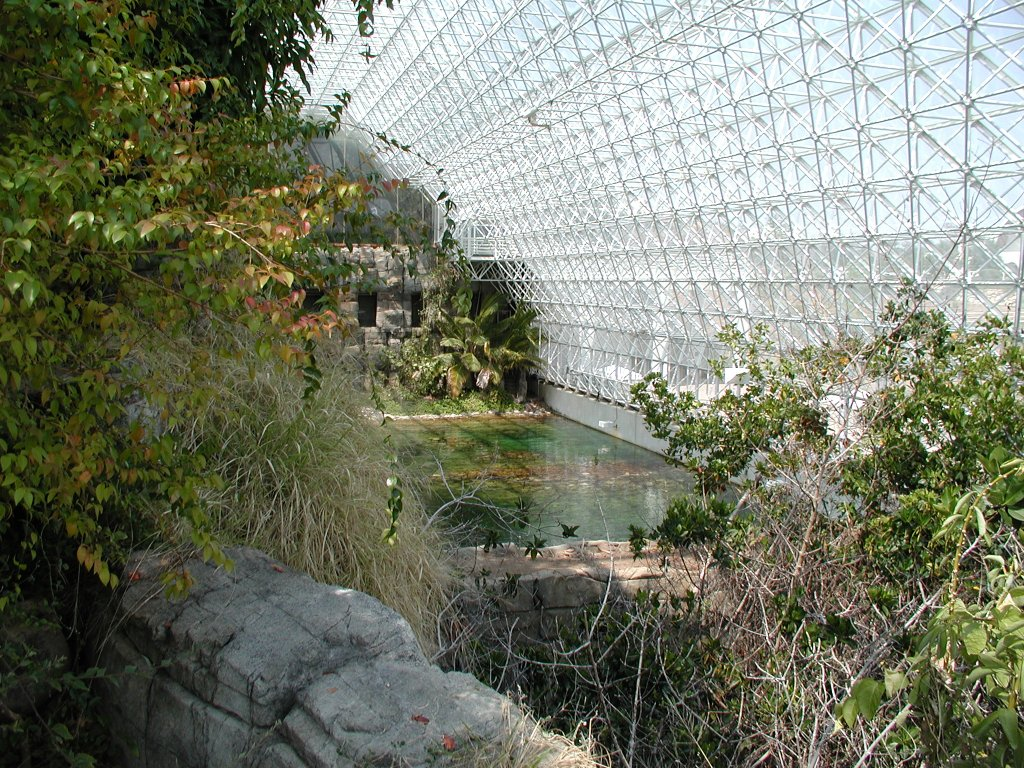
“生物圈二号”内部场景。可看到热带草原区（前景）和海洋区（背景）。

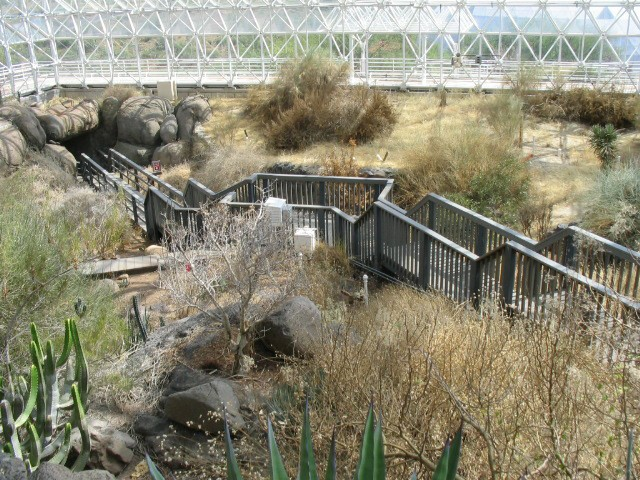
“生物圈二号”的海岸浓雾沙漠区，摄于2005年8月。

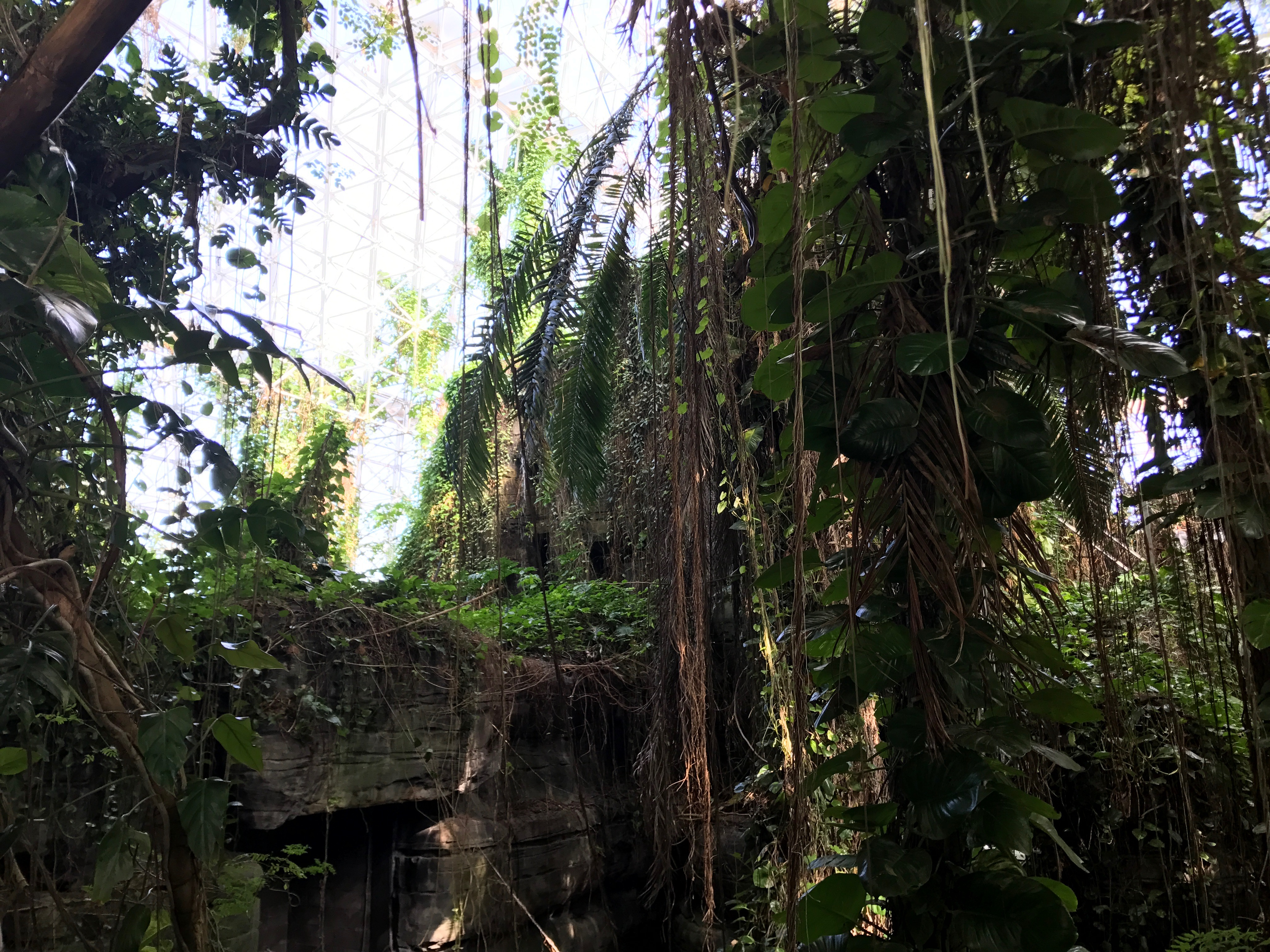
热带雨林生物群系，摄于2017年2月

在第一次任务中，其農業系統生產了近83%全數組員的飲食，包括不同種類的穀物與水果。但因第一年試驗期間缺乏經驗，八名的組員均處於長期的飢餓狀態，體重大量減輕，直到第二年食物生產量成長之後，八名組員的體重才有所回升。
除了食物問題之外，生物圈2號還遭遇氧氣與二氧化碳濃度變化的問題；在實驗期間，其內部氧气浓度以每月0.5%的稳定速率不断下降，一直持续到内部大气成分与海拔超过1200m的地区相似，最终氧气浓度降低到了危险水平，部分實驗員的生理產生不良反應，因此外界管理團隊不得不於1993年1月與1993年8月从外界泵入纯氧。氧气浓度下降的元凶被怀疑是土壤中生存的微生物，此外农业区、热带草原区和雨林区都在任务前引入了微生物以支持植物生长，直到后来才发现这些微生物消耗了太多的氧气。
这个推测存在的一个问题是：既然微生物大量地消耗了氧气，那同时也应该产生大量的二氧化碳，但在大气成分分析中并未发现二氧化碳成分有明显的增加；进一步的调查显示，位于基部的混凝土在硬化过程中吸收了这些二氧化碳，这个过程有效地吸收掉了微生物产生的大部分二氧化碳，从而间接导致了整个环境中氧气的衰竭。后来由于受傷組員的離開和返回又重新补充了氧气和其他的一些所需物品，该计划失掉了一些可信度，小組澄清他們只帶來用於供水的塑膠袋，但有指控認為他們帶來食物和其他物品。
與此同時，生物圈2號的內部生態發生許多改變。大量的授粉昆蟲滅絕，一種熱帶螞蟻與蟑螂大量孳生成為優勢物種，並負起一部分授粉的責任；又因二氧化碳濃度升高，部分熱帶雨林區的先驅物種快速成長，導致其枝幹支撐力薄弱，變得容易坍塌。

### 任务二
在任務一結束，任務二尚未開始之前，生物圈2號針對任務一時所發現的種種問題進行了大規模的改善工程與研究。由於混凝土是吸附二氧化碳的元凶，因此所有混凝土的表面都加以塗封，以防止其吸收二氧化碳；不同於第一次任務時八名組員一開始無法生產足夠的食物，任務二的組員已有能力達成足量食物生產的目標。
1994年4月1日，管理團隊內出現嚴重的爭端，導致現場管理權被美國法警的臨時禁制令推翻，剩下的任務改由加州比佛利山莊的Bannon & Co.團隊的管理。
1994年4月5日，兩名前生物圈成員涉嫌從外部破壞生物圈2號，將一扇雙門氣閘和三個單門緊急出口開放大約十五分鐘，同時也導致五個均衡氣壓（如控制人工大氣膨脹或收縮與溫度變化）的窗格玻璃出現碎裂，其中一位涉案的奧林小姐聲稱她是基於道德判斷要將新情勢轉告給組員，再由他們決定是要選擇離開還是繼續實驗，而她唯一的辦法就是必須透過打破密封的結構。最後小組決定繼續實驗，生物圈2號也在一小時內重新密封，然而這次事件造成了大約10%的生物圈的空氣與外界交換的情況。不久之後，任務二歷經兩次組員变動。
1994年9月6日，由於管理公司的財務困難，結束了生物圈2號最後一次的封閉環境住人試驗，隨後臨時周轉給已簽約的金融合作夥伴Decisions投资公司。

### 哥伦比亚大学
1995年，生物圈二號業主將管理权转让給哥伦比亚大学。
1996年起，哥伦比亚大学用於作為實習跟校園，稻田和甘薯田被铲平，种上了棉白杨树。研究人员把这个巨型温室分隔开，改变每一个区域的环境——因为对原项目的一项批评就是实验没有对照组。他们研究树冠不同高度温度的变化如何影响叶片的呼吸作用，研究潜入的蚂蚁这类入侵物种，检测海洋中珊瑚礁的建造。直到2003年，管理權收歸業主。

### 出售
2005年1月10日，Decisions投资公司宣布生物圈二号及其周圍的土地1600英畝（650公頃）的土地将予以出售。他们希望将这座综合建筑用于研究用途，但也不拒绝其他目的的买主，例如大学、教堂、休假中心、疗养中心等。在出售的这段时间内仍然允许游客参观，参观者会被带领着穿过职员厨房，在玻璃圆顶下参观各种不同的生境，并向下穿过走廊进入“肺部”——用于为封闭的建筑按温度高低调节气压的装置。
2007年6月，CDO牧場與發展组织以5000萬美元買下，準備進行建造1500房屋和度假酒店的計劃，但是生物圈二号的主體結構則提供研究和教育使用。

### 亚利桑那大学收购

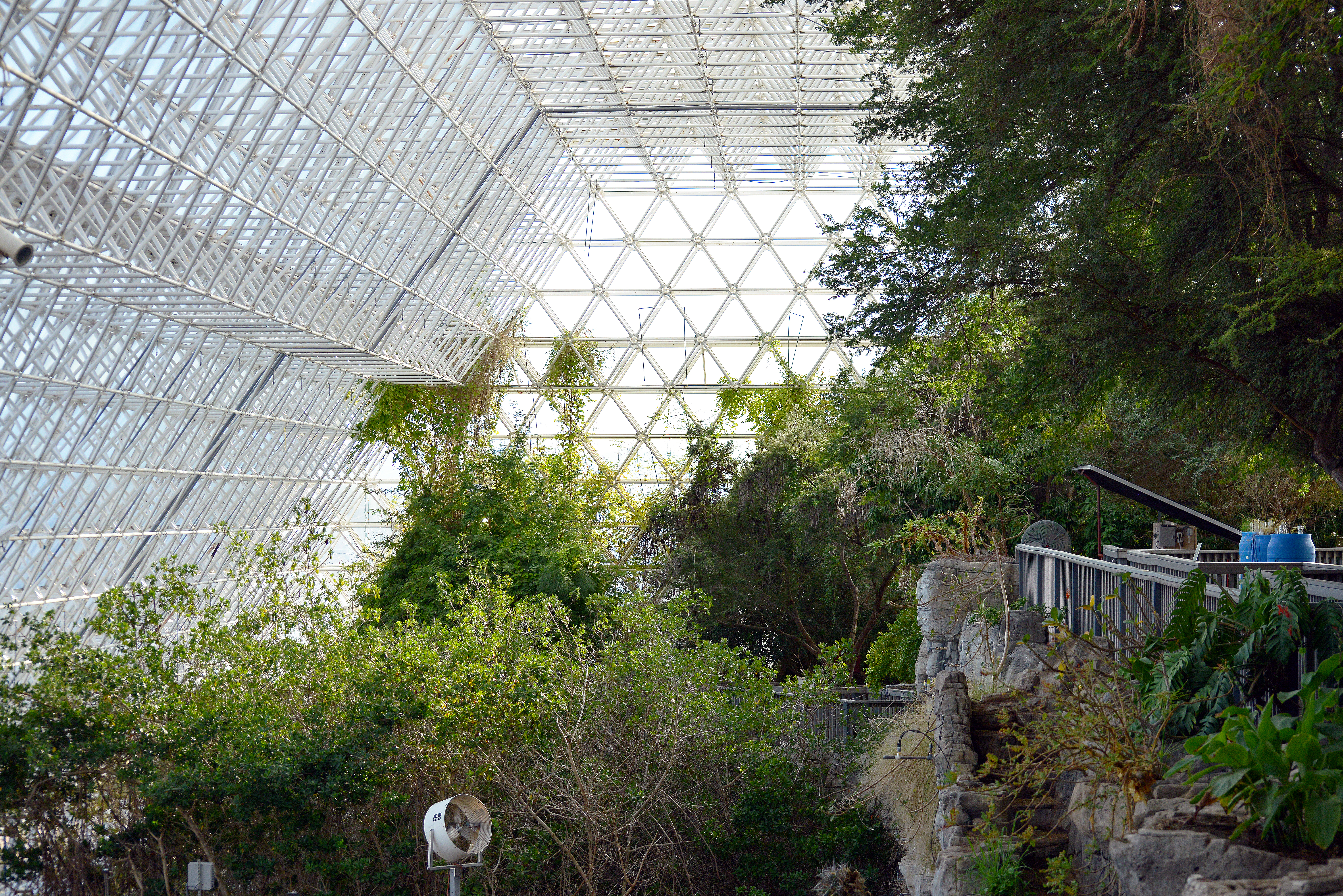
生物圈二号, 摄于2015年

2007年6月26日，亚利桑那大学宣布将接管生物圈二号的研究。该公告结束了担心该结构将被拆除的担忧。大学官员表示，私人礼品和赠款使他们能够支付三年的研究和运营成本，并有可能将资金延长十年。它已经延续了十年仍在进行研究项目，包括陆地水循环的研究以及它与生态学、大气科学、土壤地球化学和气候变化的关系。2011年6月，该大学宣布将承担7月1日生效的生物圈二号的全部所有权。
CDO牧场和发展组织捐赠了土地、生物圈建筑物和其他一些支持和行政大楼。Philecology基金会（一个由艾德·巴斯创立的非营利研究基金会）承诺拨款2000万美元用于正在进行的科学和行动。

## 自然科学和工程学
“阿波罗计划”、“生物圈二号”在工程学上的成就远大于自然科学，這與大自然難以複製到人造環境有關，同樣的情況發生在近年才已經成功飼養魚類的海洋水族館中，即使用上了最精良的設備，人們依舊只能勉力且謹慎才能與大自然匹敵，更有許多尚未探知的情況是未解之謎。“生物圈二号”的地面建筑采用了钢管、高效玻璃和钢架结构。结构和玻璃材料由巴克敏斯特·富勒和彼得·皮尔斯（皮尔斯和他的同事）曾经的一名学生设计并进行强度测验以确定其牢固程度。
由B·D·V·马利诺与霍华德·T·奥德姆于1999年编辑的一期特别版《生态工程》杂志收录了最全面的有关“生物圈二号”的论文与发现。论文从对系统代谢、水文平衡、温度与湿度进行描述的标准模型，论述及在富二氧化碳环境中雨林、红树林、海洋及农业生态系统的发展的内容。

## 相關作品
- 1996年拍摄的电影《抓狂双宝》（Bio-Dome）的场景被设置于一个类似生物圈二号的封闭环境中。

## 引用
1. ↑  .   [2018-02-24]. （原始内容存档于2013-11-03）.
2. ↑  Bahr, Jeff (2009) p.238
3. ↑  . www.encyclopedia.com.   [2017-02-09]. （原始内容存档于2021-02-11） （英语）.
4. ↑  Nelson, Mark; Burgess, T.;  et al. . BioScience: 225–236 –Elsevier Science Direct.
5. 1 2 3  . 果壳网. 2013-08-22  [2013-08-24]. （原始内容存档于2020-06-07）.（简体中文）
6. ↑  Trembath-Reichert, Elizabeth. . Columbia Daily Spectator. 2005-02-04  [2016-03-13]. （原始内容存档于2011-12-14）.
7. ↑  . MSNBC. 2007-06-05  [2018-02-24]. （原始内容存档于2012-11-04）.
8. ↑  Ryman, Anne. . The Arizona Republic. 2007-06-26.
9. 1 2  . Office of University Communications, The University of Arizona. 2011-06-27  [2011-06-27]. （原始内容存档于2012-05-24）.

## 外部連結
- 生物圈二号官方网站 （页面存档备份，存于）
- 生物圈二号 （页面存档备份，存于）的Facebook專頁
- Website on biospherics and Biosphere 2 （页面存档备份，存于）
- . US Patent & Trademark Office.   [2005-12-15]. （原始内容存档于2021-01-01）. - Patent for the expanding chambers used to equalize pressure in Biosphere 2.
- 人民网：“生物圈2号”实验失败 （页面存档备份，存于）

32°34′43.60″N 110°51′02.14″W / 32.5787778°N 110.8505944°W